# Kino Bajka w Kluczborku
Kino Bajka w Kluczborku – zabytkowe kino w Kluczborku, znajdujące się przy ulicy Pułaskiego.

## Historia kina

### Początki
Pierwsze kino w Kluczborku powstało w 1910 roku, w Hotelu Fürst Blücher na rynku. Było to pierwsze kino w mieście. Pierwszy właścicielem kina został Hermann Neumann, który w 1914 roku posiadał kina również w Byczynie, Oleśnie i Wołczynie.

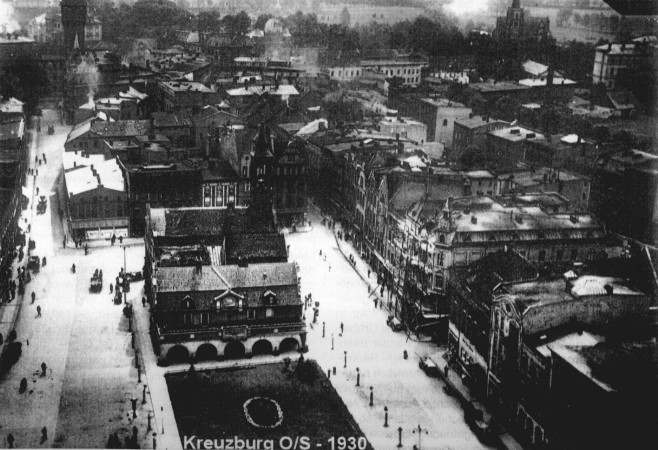
Rynek z Ratuszem w Kluczborku z lotu ptaka – 1930 r.

9 listopada, lub września 1927 roku kino Residenz Lichtspiele zmieniło siedzibę i przeniosło się do nowego gmachu, zaprojektowanego przez architekta Alfreda Lenza przy ulicy Fredrichstrasse (obecnej ulicy gen. Pułaskiego).

### II wojna światowa
W czasie wojny Sowieci trzymali w budynku Kina konie, a aparatura kinowa była ukryta w magazynie na terenie kluczborskiej betoniarni. Po II wojnie światowej w 1945 roku kino reaktywował Bolesław Mayer. Rodzina Mayerów przyjechała do Kluczborka ze Lwowa w maju 1945 roku. W 1946 roku Mayer został zatrudniony jako kinooperator przez Okręgowy Zarząd Kin Przedsiębiorstwa Państwowego „Film Polski” w Katowicach. Od 1946 roku Kino nosi nazwę Bajka. Jednym z pierwszych seansów były „Zakazane piosenki”. Bolesław Mayer pracował przez 10 lat jako kinooperator.

### Historia współczesna
W 2008 roku Kino zostało wystawiane na sprzedaż. Miasto odkupiło je kino za 400 tys. złotych. 22 września 2009 Burmistrz Kluczborka podpisał akt notarialny kupna kina. Remont rozpoczęty w 2015 roku, został sfinansowany przez gminę Kluczbork. Koszt remontu z wykupem i wyposażeniem wyniósł 6,5 mln złotych. Sala widowiskowa została przystosowana do projekcji filmowych, spektakli teatralnych, koncertów i konferencji. Zlikwidowano przedwojenne: balkon i loże, a zamiast nich dodano skos .Stary budynek zaplecza został wyburzony. Przebudowane zostało patio - powstał podjazd dla osób niepełnosprawnych. 
Obecne wyposażenie kina wynosi ponad 1 mln złotych. Kino posiada projektor cyfrowy, który pozwala na wyświetlanie filmów dostarczanych przez dystrybutorów kinowych, ale też daje możliwość podłączania innych nośników. Filmy wyświetlane są w jakości 4K, jak i 3D.